# Cosas que dejé en La Habana
Cosas que dejé en La Habana és una pel·lícula espanyola dirigida el 1998 per Manuel Gutiérrez Aragón, amb la qual va obtenir l'Espiga de Plata en la Seminci de Valladolid de 1997,en la que segons el seu director vol defensar la dignitat dels emigrants.

## Sinopsi
Nena, Rosa i Ludmila són tres germanes, maques, joves i simpàtiques, que arribar a Madrid des de Cuba buscant una vida millor que el que van deixar a l'Havana. La seva tia María, cubana també però amb molts anys de residència a Espanya, les rep afectuosament encara que, com manquen de permís de treball, aprofitarà l'ocasió per a explotar-les en el seu petit taller de pelleteria. Nena, la més petita de les germanes, vol ser actriu. A pesar que compta amb tot el suport de les seves germanes,haurà d'enfrontar-se a les pretensions de la seva tia María, que vol casar-la amb el fill homosexual d'una amiga, Javier. Azucena, amiga de María, es converteix en la protectora sentimental i apassionada de les germanes, i serà el seu nexe d'unió amb la societat española.en el seu camí, Nena coneixerà a Igor, un rufià cubà,amb el qual tindrà una relació passional, sense saber que també Azucena ha caigut en les xarxes del seductor.

## Repartiment
- Jorge Perugorría: Igor
- Violeta Rodríguez: Nena
- Kiti Mánver: Azucena
- Broselianda Hernández: Ludmila
- Isabel Santos: Rosa
- Daisy Granados: María
- Charo Soriano: Lola
- Pepón Nieto: Javier
- Luis Alberto García: Bárbaro
- Francisco Merino: Adolfo
- Isabel Díaz: Nati
- Alejandro Jiménez: Miguel
- Aylen Álvarez: Mixileidy

## Palmarès
- 1997: Espiga de Plata a la Seminci
- 1999: Nominada al Goya a la millor actriu revelació a Violeta Rodríguez[3]